# Kaspars Briškens
Kaspars Briškens (ur. 12 listopada 1982 w Rydze) – łotewski ekonomista, urzędnik państwowy i polityk, poseł na Sejm, w latach 2023–2025 minister transportu.

## Życiorys
W 2005 ukończył ekonomię i zarządzanie przedsiębiorstwem w Sztokholmskiej Szkole Ekonomii w Rydze. W 2010 uzyskał magisterium z ekonomii na Uniwersytecie Sztokholmskim. Przez kilka lat pracował w dyplomacji, był m.in. trzecim sekretarzem do spraw gospodarczych w ambasadzie Łotwy w Szwecji. W latach 2011–2015 pełnił funkcję zastępcy sekretarza stanu w resorcie transportu, od 2013 do 2014 był też doradcą ministra. W latach 2012–2022 zajmował stanowisko dyrektora wykonawczego zrzeszenia Latvijas Loģistikas Asociācija. Pracował też przy projekcie Rail Baltica, w tym jako menedżer do spraw strategii i rozwoju (2016–2022). Wchodził w skład rady zarządzającej przewoźnika kolejowego Pasažieru vilciens.
W 2022 został kandydatem socjaldemokratycznej partii Postępowi na urząd premiera. W wyborach w 2022 z ramienia tego ugrupowania uzyskał mandat posła na Sejmu. We wrześniu 2023 objął urząd ministra transportu w nowo utworzonym rządzie Eviki Siliņi. Stanowisko to zajmował do lutego 2025.